# Surkhang
Surkhang (Nepali सुरखाङ) ist ein Village Development Committee (VDC) im Distrikt Mustang im oberen Flusstal des Kali Gandaki.
Surkhang liegt im Nordosten des Distrikts an der Grenze zum autonomen Gebiet Tibet (VR China). Surkhang liegt südöstlich von Lo Manthang auf der östlichen Uferseite des Kali Gandaki und war früher Teil des Königreichs Lo. Die Flüsse Tange Khola und Dhechyang Khola entspringen im Damodar Himal und durchströmen das Gebiet in westlicher Richtung. Der heilige See Damodar Kunda liegt im Osten des VDC.

## Einwohner
Im Jahr 2001 hatte Surkhang eine Einwohnerzahl von 515. Bei der Volkszählung 2011 hatte Surkhang noch 360 Einwohner (davon 180 männlich) in 103 Haushalten.

## Dörfer und Weiler
Surkhang besteht aus mehreren Dörfern und Weilern:
- Dhegaun (3910 m ⊙)
- Dhigaun (3380 m ⊙)
- Gharagaun (3910 m ⊙)
- Ghuma Thant (4856 m)
- Kachacha (5360 m)
- Khete (3950 m)
- Paha (4220 m)
- Phanyakawa (3610 m)
- Selibung (6328 m)
- Surkhang (3420 m ⊙)
- Tange (3340 m ⊙)
- Thanti (5410 m)
- Thapulghoch (5328 m)
- Yaragaun (3610 m ⊙)